# DTF (groupe)
Pour les articles homonymes, voir DTF.
DTF (sigle de « Dans Ta Face ») est un groupe de rap français indépendant créé en 2015, composé de Karim Azzouz, dit RKM, et de Samy Taourirt, dit RTI.

## Biographie

### Enfance et jeunesse
Karim et Samy se rencontrent alors qu'ils habitent tous deux à Ivry-sur-Seine. Ils viennent de la cité Gagarine. Ils se lancent dans le rap avec quelques amis du quartier.

### Carrière
Ils décident de créer leur propre groupe, DTF en 2015.

#### Feats avec PNL (2015-2019)
En 2015, RKM apparaît sur le titre Athéna du premier EP du groupe PNL, intitulé Que la famille, ainsi que dans leur premier album, Le Monde Chico, sur le titre Rebenga. Le duo DTF invite les deux frères dans leur deuxième album studio, Sans rêve, sorti en 2017, sur les titres suivants : Avant de partir (feat N.O.S), et Baddack (feat Ademo). En 2019, ils collaborent une nouvelle fois avec N.O.S, sur le titre Dans la ville dans leur troisième album, On ira où ?

#### La hass avant le bonheur (2016)
RKM et RTI lancent leur premier projet, Le H avant le B à la fin de l'année 2015, et le diffusent en téléchargement gratuit sur Internet, comme introduction à leur premier album, La Hass avant le bonheur, sorti le 18 mars 2016. Plusieurs clips sur YouTube accompagnent la sortie de l'album. Le groupe indépendant rencontrera un petit succès. L'album sera certifié disque d'or le 13 octobre 2017, soit 1 an après sa sortie, et certifié disque de platine le 6 mars 2025, presque 9 ans après sa sortie.

#### Sans rêve et tournée avec PNL (2017)
Après 2 ans d’absence, leur deuxième album, Sans rêve, sort au début de l'année 2017 et établit leur succès. Tout comme PNL, DTF n'accorde pas d'interview et préfère laisser parler leurs musiques et leurs clips.
Le 22 septembre 2017, l'album est certifié disque d'or.
En novembre de la même année, ils font avec d'autres membres de leur entourage, comme MMZ, ou encore F430, la première partie de la tournée de leurs amis PNL, ce qui augmente leur exposition publique.

#### On ira où? (2019)
En septembre 2019, DTF annonce sur les réseaux sociaux, l'arrivée d'un nouveau clip, tourné en partie à Nefta (Tunisie), lieu de tournage de la saga Star Wars. La date de sortie d'un nouvel album est prévue pour le 11 octobre 2019. Cet album, On ira où ?, est réalisé en référence à leur cité Gagarine qui, après plusieurs décennies, doit être détruite complètement d'ici 2020 pour laisser la place à de nouveaux logements.
Pour l'occasion, DTF accorde une interview dans l'émission Clique de Mouloud Achour sur Canal +, ainsi qu'un live de l'un des titres de leur album.
En une semaine, l'album s'écoule à 8 963 exemplaires. L'album sera certifié disque d'or le 11 septembre 2020, soit onze mois après sa sortie.
Le groupe s'associe par la suite à N.O.S, l'un des frères du groupe PNL, sur le titre Dans la ville. Le titre est certifié single d'or, le 12 juin 2020.
Le 1er décembre 2022, le titre Me gusta est certifié single de diamant par le SNEP .

### Double star (2021)
Le 15 mai 2021, DTF annonce la sortie de leur nouvel album qui s'intitule : Double star, pour le 28 mai de la même année. L'album se classe 3e des meilleures ventes de la semaine, derrière Gims, avec plus de 6 000 exemplaires écoulés.
Afin d’avoir plus d’expositions pour l’album, DTF multiplie les interviews sur le net, avec notamment un mini concert diffusé via l'émission Dans le Club sur la chaine ARTE, avec d’autres artistes, et se produisent en live sous forme de personnages numériques via le jeu GTA 5  suivi par plusieurs centaines de milliers de spectateurs[réf. nécessaire].

#### Tournée avec PNL et nouvel album (2022)
Le groupe prend part à la tournée Deux frères de PNL, pour assurer la première partie du groupe.
Quelques jours après le début de la tournée, un des bus qui transportait une partie de l'équipe technique et membres de la tournée, a été victime d'un accident de la route dont 7 personnes se sont retrouvées blessées. On apprendra dans la soirée que le groupe se trouvait dans le véhicule, puisque lors du concert, le rappeur RKM a effectué sa prestation assis sur une chaise.
Pendant le concert à Bercy, ils interprètent un titre exclusif et annoncent que leur prochain album est terminé.

### Karma (2023)
DTF est de retour avec leur 5ème album, " KARMA ".
Après le dernier album "Double star" (2021) et 70M de streams plus tard, DTF présente le titre "Je t'emmène" en mai 2022 qui compte déjà plus de 7M de streams, puis le single " G.A.G " le 6 janvier 2023. Le groupe aux multiples succès est de retour avec "KARMA", un nouvel opus tant attendu prévu pour février 2023. Porté par le label QLF Records (PNL).
L'album est aussi suivi par une tournée dans toutes les grandes villes de France.

## Discographie

### Certifications albums
| Titre                    | Détails de l'album                                 | Meilleure position | Ventes première semaine | Ventes   | Certifications |
| ------------------------ | -------------------------------------------------- | ------------------ | ----------------------- | -------- | -------------- |
| Le H avant le B          | - Sortie : 30 septembre 2015 - Label : QLF Records |                    |                         |          |                |
| La Hass avant le bonheur | - Sortie : 18 mars 2016 - Label : QLF Records      |                    | NC                      | 100 000+ | SNEP : Platine |
| Sans rêve                | - Sortie : 19 mai 2017 - Label : QLF Records       |                    | 8 766                   | 100 000+ | SNEP : Platine |
| On ira où ?              | - Sortie : 11 octobre 2019 - Label : QLF Records   |                    | 8 963                   | 100 000+ | SNEP : Platine |
| Double Star              | - Sortie : 28 mai 2021 - Label : QLF Records       |                    | 6 193                   | 50 000+  | SNEP : Or      |
| Karma                    | - Sortie : 10 février 2023 - Label : QLF Records   |                    | ~6 000                  | 30 000+  |                |

## Collaborations avec d'autres artistes
- 2015 : PNL feat. N'Dirty Deh & RKM - Athéna (sur l'EP Que la famille de PNL)
- 2015 : DTF feat. IGD - 185 (sur leur EP Le H avant le B)
- 2015 : PNL feat. RKM - Rebenga (sur l'album Le Monde Chico de PNL)
- 2016 : DJ Sem feat. DTF - Retour aux sources (sur l'album Le veninu musical 2016 de DJ Sem)
- 2017 : DTF feat. N.O.S - Avant de partir (sur leur album Sans rêve)
- 2017 : DTF feat. Rom1, Am1 & KDR - Hall Star (sur leur album Sans rêve)
- 2017 : RKM feat, Ademo - Baddack (sur leur album Sans rêve)
- 2017 : DJ Sem feat. DTF - Cómo está (sur l'album Mi corazón de DJ Sem)
- 2018 : DJ Sem feat. DTF - La noche (sur l'album éponyme de DJ Sem)
- 2019 : DTF feat. N.O.S - Dans la ville (sur leur album On ira où ?)
- 2020 : S-Pion feat. DTF - OTF x GBE
- 2022 : DJ Sem feat. DTF - Souvenirs
- 2022 : Grizzly 942 feat. DTF - Adieu (feat. DTF)
- 2023 : Raplume feat. DTF - Émotion

## Apparitions
- 2016 : DTF - Les Princes (sur la compile Booksa Pefra, volume 2 par Booska P)
- 2016 : DTF - BooskaPirates (sur la compile Booksa Pefra, volume 3 par Booska P)
- 2016 : DJ Sem feat. DTF - Retour aux sources (sur l'album Le veninu musical 2016 de DJ Sem)
- 2017 : DJ Sem feat. DTF - Cómo está (sur l'album Mi corazón de DJ Sem)
- 2018 : DJ Sem feat. DTF - La noche (sur l'album éponyme de DJ Sem)
- 2020 : S-Pion feat. DTF - OTF x GBE
- 2021 : JL Tomy - Dimanche Canap (Twitch)
- 2021 : AmineMaTue - FiveClub (RTI) (Twitch)

## Clips et singles
- 2015 : Les Princes
- 2015 : 185 (feat IGD)
- 2015 : Mauvais
- 2015 : Cosmonaute
- 2016 : Qui se rappelle ?[18]
- 2016 : Comme tu veux
- 2016 : Chat noir
- 2016 : La Vida
- 2016 : Comme un fou
- 2016 : Ouais
- 2016 : Le boulot
- 2017 : Rue de la fortune
- 2017 : 100 rêves
- 2017 : Le ciel est la limite
- 2017 : Elle a
- 2017 : Coco Cuba
- 2018 : Moi ça m'ira
- 2019 : Kira
- 2019 : Me Gusta
- 2019 : Sanji
- 2019 : Veni Qui
- 2019 : Dans la ville (feat. N.O.S)
- 2020 : Black Moon
- 2021 : Bah alors
- 2021 : Pyromane
- 2021 : Dans ma fonce
- 2021 : Dans la savane
- 2021 : Tamagotchi
- 2021 : Life
- 2022 : Je t'emmène[19]
- 2023 : G.A.G
- 2023 : Tant de choses[20]
- 2023 : Sale dance
- 2023 : "Loin"
- 2025 : Salam